# TipToe.
tipToe.（ティップトウ）は、かつて存在した日本の女性アイドルグループ。2016年12月、結成。2024年7月21日をもって活動終了。所属事務所はSOVA、レーベルはLonesome Record。

## 概要
制作プロダクション合同会社SOVAの社内プロジェクトとして立ち上がり、2016年夏に行ったオーディション で一般から選ばれたメンバーで結成。
「みんなで青春しませんか？」をコンセプトに掲げ、青春や学校をモチーフとした楽曲やヴィジュアルが持ち味。メンバーは3年任期制で加入から3年で必ず卒業することになっている。 
統括及び音楽プロデューサーは音楽レーベル6jomaProject主宰の本間翔太。映像や衣装などを担当するヴィジュアルプロデューサーは写真家の長谷川圭佑。楽曲や振付などに自身もアーティストとして活動する若手クリエイターが参加していることも特徴。 
楽曲は、渋谷系ギターポップをベースにエレクトロニカ・チップチューンの要素を盛り込んだ爽やかでエモーショナルなものが多い。 
グループ名は「少しだけ背伸びして、今よりも高い所に届くように」という思いを込めて「背伸びする」（=「つま先で立つ」）を意味する英語「stand on tiptoe」から。
第1期が2020年1月11日に活動終了し、日野あみ以外のメンバーが卒業・脱退。
第2期が2020年6月10日より活動開始。同年9月27日お披露目ライブを開催。
2024年7月21日をもって活動終了。

## 略歴

### 第1期

#### 2016年
- 7月23日、プロジェクト発表。メンバー募集開始。
- 10月8日、グループ名を発表。
- 11月2日、初期メンバー（成瀬ゆゆか、花咲なつみ、都塚寧々、三原海）を発表。
- 11月25日、1st MV「特別じゃない私の物語」公開。
- 11月26日、デザインフェスタ44に出展。プレお披露目（写真作品展示と物販のみ）。
- 12月10日、渋谷DESEO mini VILLAGE VANGUARDで初ライブ。
- 12月26日、2nd MV「夢日和」公開[5]。

#### 2017年
- 3月11日、自主企画「homeroom00」開催。以降、月1回ペースで定期企画を開催。
- 4月6日、「南波一海のアイドル三十六房」初出演。初音源Limited Single「firstLetter.」（CD-R盤）をライブ会場限定発売。
- 5月7日、「firstLetter.」（タワーレコード特別版）がタワーレコード渋谷店の未流通CDコーナーにて限定発売[12]。
- 6月24日、タワーレコード渋谷店にてインストアライブを実施。同日：自主企画「homeroom03」にて成瀬が学業の都合で脱退[13][12]。1か月のライブ活動休止。
- 7月17日、自主企画「homeroom04」にてオーディションによって選ばれた椋本真叶、日野あみが加入し5人体制へ。
- 10月1日、3rd MV「かすみ草の花束を」公開[6]。
- 10月25日、初の全国流通作品Limited Single「secondDiary.」発売。
- 12月10日、渋谷DESEO mini VILLAGE VANGUARDにて1st ONEMAN「homeroom10」を開催。

#### 2018年
- 2月19日、4th MV「クリームソーダのゆううつ」公開。
- 3月18日、自主企画「homeroom13」にて成瀬が復帰。6人体制へ[14]。
- 3月27日、5th MV「ハートビート」公開[15]。
- 3月28日、1stフル・アルバム『magic hour』発売。
- 4月14日、渋谷DESEOにて2nd ONEMAN「blue moment」を開催。（バンドセット）
- 6月10日、6th MV「ハッピーフレーバー」公開。
- 6月30日、TOKYO IDOL FESTIVAL2018 アザーレコメンドLIVE 決勝ライブ 1位[16]。
- 7月07日、「アイドル横丁夏まつり!!〜2018〜」出演[17]。
- 7月08日、青山月見ル君想フにて1st CONCEPT ONEMAN「blue moon rising」を開催[18]。
- 8月4・5日、「TOKYO IDOL FESTIVAL2018」出演[16]。
- 8月14日、7th MV「blue moon.」公開。
- 8月15日、Limited Single「thirdShoes.」と、・・・・・・・・・とのスプリットシングル「Tokyo Sentimental」を同時発売[19]。
- 8月18日、渋谷WWWにて3rd ONEMAN「Our blue moment」開催。同日、同会場にて・・・・・・・・・とのツーマンライブ「Tokyo Sentimental」を開催[18][19]。
- 8月26日、「@JAM EXPO2018」出演。
- 10月08日、全国遠征ツアー「SCHOOL TRIP」スタート。福岡・北海道・東京・大阪・愛知にて開催[20][21]。
- 12月15日、8th MV「ナイトウォーク」公開。
- 12月27日、渋谷O-WESTにて4th ONEMAN「The Curtain Rises」開催[22][2][4]。南波一海のアイドル三十六房にて2018年R-グランプリ シングル部門 グランプリを「thirdShoes.」で受賞。

#### 2019年
- 2月17日、大阪梅田クラブクアトロにて5th ONEMAN「Pinky Promise」開催。
- 4月15日、9th MV「茜」公開。
- 4月17日、2ndフル・アルバム『daydream』発売。
- 5月27日、10th MV「The Curtain Rises」公開[23]。
- 7月22日、LOFT9 Shibuyaにてコラボレーションカフェ「喫茶カスミソウ 渋谷店」を出店[24][25][26]。
- 7月28日、渋谷クラブクアトロにて6th ONEMAN「Colorful」開催[23]。
- 7月31日、2020年1月11日のワンマンライブにて5名が(花咲なつみ、都塚寧々、三原海が卒業、椋本真叶、成瀬ゆゆか)が脱退する事を発表[8]。
- 8月2・4日、「TOKYO IDOL FESTIVAL2019」出演[27]。
- 8月24日、「@JAM EXPO2019」出演。
- 9月16日、第2期メンバー募集を発表[28]。
- 9月21日、サンリオピューロランドにて自主企画「homeroom27」が開催[29]。
- 10月5日、「ギュウ農フェス秋のSP 爆音大収穫祭 road to 2020」にヘッドライナーとして出演。
- 10月13日、渋谷Veatsにて7th ONEMAN「MUSIC」を開催。(バンドセット)[27]
- 11月10日、全国ワンマンツアー「SCHOOL TRIP2019」スタート。京都・仙台・北海道・福岡・大阪・東京にて開催[30]。
- 12月1日、東京・渋谷TSUTAYA O-Crestにて「homeroom29」にて1期楽曲人気投票によるライブを開催。「茜」が1位を獲得[31]。
- 12月4日、3rdフル・アルバム『timetrip』発売[32]。
- 12月10日、11th MV「特別じゃない私たちの物語」公開。
- 12月28日、12th MV「ないしょとーく」公開。

#### 2020年
- 1月11日、tipToe. 現体制ラストライブ「standing on tipToe.」をZepp DiverCity TOKYOで開催。日野あみ以外のメンバーが卒業・脱退をした[8][32]。

### 第2期

#### 2020年
- 4月18日、tipToe. 第2期お披露目ライブが開催[9]予定だったが、新型コロナウイルスの感染拡大により延期。
- 6月10日、tipToe. 第2期お披露目ライブが開催[9]予定だったが、新型コロナウイルスの感染拡大により再延期。9月の開催予定。第2期のお披露目をYouTube上で配信。未波あいりと悠木うたが新たに加入し、日野あみとの3人で活動を開始した。
- 9月27日、延期していた「tipToe. 第2期お披露目ライブ」が開催。宮園ゆうかが加入し4名体制となった。第2期として初となる13th MV「春の風速、帳が揺れて」公開[33][34][10]。
- 10月18日、新木場STUDIO COASTで「ギュウ農フェス 5th ANNIVERSARY 秋のSP2020』に出演[35]。
- 11月16日、LOFT9 Shibuyaにてコラボレーションカフェ「喫茶カスミソウ 渋谷店」を出店[36]。
- 12月20日、悠木うたが脱退[37][注釈 1]。3人体制となる。

#### 2021年
- 3月21日 、14th MV「ホワイトピース」公開[38]。
- 3月27日、東京キネマ倶楽部にて日野あみの卒業公演「Orange Piece」が開催[38]。
- 5月22日、東京・TSUTAYA O-Crestにて新体制お披露目ライブ「homeroom03」が開催。柚月りん、藍田あらんが加入した[39]。
- 8月28日、「@JAM EXPO 2020-2021」出演[40]。
- 9月5日、宮園ゆうかが脱退[41]。3人体制となる。

#### 2022年
- 3月19日、小宵めみ、深見みことが加入。宮園ゆうか復帰[42][43]。6人体制となる。
- 6月18日、東京・下北沢シャングリラにて1st ONEMAN「unite」を開催[44][45]。
- 6月29日、4thフル・アルバム『candlelight』発売[46]。15th MV「さくら草の咲く頃に」公開[47]。
- 8月6日、「TOKYO IDOL FESTIVAL 2022」出演[48][49]。
- 8月27日、「@JAM EXPO 2022」出演[50]。
- 10月9日、16th MV「シロップタイム」公開。
- 11月30日、東京・白金高輪SELENE b2にて2nd CONCEPT ONEMAN「blue moon rising,______」が開催[51][52]。
- 12月14日、Limited Single「fifthRuler.」発売[53]。

#### 2023年
- 8月5日、「TOKYO IDOL FESTIVAL 2023」出演[54]。
- 8月27日、「@JAM EXPO 2023 supported by UP-T」出演[55]。
- 9月13日、深見みことが脱退[56]。
- 9月17日より、現体制初の全国ツアー「SCHOOL TRIP 2023」を開催[11]。
- 11月15日より、4カ月連続でシングルを配信リリース[57]。

#### 2024年
- 5月24日、東京・Spotify O-WESTで第1期メンバーと第2期メンバーによるツーマンライブ「gypsophila and primrose」を開催[58]。
- 6月19日、5th full album「lighthouse」を発売。
- 7月21日、東京・なかのZERO大ホールでLAST ONEMAN「standing on tipToe.」 を開催[59]。全メンバーがグループを卒業し、現体制での活動を終了[11]。

## メンバー

### 最終メンバー
公式サイトより
| 番号  | 名前       | よみ           | 誕生日   | 血液型 | 担当色           | てぃっぷあにまる | 加入年月日                                           | 備考                                                                           |
| 第2期 | 第2期      | 第2期          | 第2期    | 第2期  | 第2期            | 第2期            | 第2期                                                | 第2期                                                                          |
| ----- | ---------- | -------------- | -------- | ------ | ---------------- | ---------------- | ---------------------------------------------------- | ------------------------------------------------------------------------------ |
| 7     | 未波あいり | みなみあいり   | 9月12日  | O型    | パステルブルー   | クマ             | 2020年9月27日活動開始 (2020年6月10日加入)            | 趣味は音楽鑑賞 特技はピアノ                                                    |
| 10    | 柚月りん   | ゆづきりん     | 6月10日  | A型    | パステルパープル | ヒツジ           | 2021年5月22日                                        | 趣味はお散歩、甘いものを食べること 特技はダンス                                |
| 11    | 藍田あらん | あいだあらん   | 11月12日 | O型    | パステルイエロー | カバ             | 2021年5月22日                                        | 趣味はASMR･踊ってみた動画鑑賞                                                  |
| 12    | 小宵めみ   | こよいめみ     | 3月11日  |        | パステルピンク   | ペルシャネコ     | 2022年3月19日                                        | 趣味はコスメ集め、カラオケ 特技は歌うこと 2025年、SOVAの新グループに参加予定。 |
| 9     | 宮園ゆうか | みやぞのゆうか | 12月10日 | O型    | パステルレッド   | トイプードル     | 2020年9月27日 2021年9月5日一時脱退 2022年3月19日復帰 | 趣味は寝ること 特技は側転、物真似、二重跳び                                    |

### 旧メンバー
| 番号  | 名前       | よみ           | 誕生日   | 担当色           | てぃっぷあにまる | 加入年月日                                | 卒業(脱退)年月日 | 備考 |
| 第1期 | 第1期      | 第1期          | 第1期    | 第1期            | 第1期            | 第1期                                     | 第1期            | 第1期 |
| ----- | ---------- | -------------- | -------- | ---------------- | ---------------- | ----------------------------------------- | ---------------- | --- |
| 1     | 花咲なつみ | はなさきなつみ | 9月3日   | 桃色             | ヒヨコ           | 2016年12月10日                            | 2020年1月11日    | 踊り手(名義:つみりんこ)としても活動 タキシードサムが好き                                                                                               |
| 2     | 都塚寧々   | とつかねね     | 1月22日  | 白色             | ウサギ           | 2016年12月10日                            | 2020年1月11日    | MOOSIC LAB2017メインビジュアルモデル 鎖那、「さよなら、テディベア」MV主演 「君と、徒然」映画出演 現在はairatticで神楽寧々として活動。                  |
| 3     | 三原海     | みはらうみ     | 8月21日  | 水色             | ネコ             | 2016年12月10日                            | 2020年1月11日    | 3markets、「社会のゴミカザマタカフミ」MV主演 舞台俳優としても活動                                                                                      |
| 4     | 椋本真叶   | むくもとまなか | 2月9日   | 紫色             | ハムスター       | 2017年7月17日                             | 2020年1月11日    | 踊り手としても活動 2021年7月29日よりre:miawの正式メンバとして活動                                                                                      |
| 6     | 成瀬ゆゆか | なるせゆゆか   | 3月24日  | 赤色             | パンダ           | 2016年12月10日 2018年3月18日復帰          | 2020年1月11日    | 学業のため脱退後、復帰 |
| 第2期 |            |                |          |                  |                  |                                           |                  | |
| 8     | 悠木うた   | ゆうきうた     | 7月6日   | パステルグリーン | リス             | 2020年9月27日活動開始 (2020年6月10日加入) | 2020年12月20日   | 特技はイラストとラップ 学業のため脱退 |
| 5     | 日野あみ   | ひのあみ       | 10月1日  | オレンジ         | シカ             | 2017年7月17日                             | 2021年3月27日    | 第1期からの継続メンバー SNSでの情報発信を得意としたインフルエンサー その後、日野葵海として 2021年10月31日まで活動 現在はairatticで向日葵海として活動。 |
| 13    | 深見みこと | ふかみみこと   | 12月19日 | パステルホワイト | ポニー           | 2022年3月19日                             | 2023年9月13日    | 趣味は動画鑑賞・神社巡り 特技は書道 |

## 作品

### ピアノで聴くtipToe.
楽曲をピアノソロでリアレンジしたインスト音源集。
| #     | タイトル      | 発売日         | 編曲       | 演奏       | 販売形態        | 収録曲                                        | 備考  |
| 第1期 | 第1期         | 第1期          | 第1期      | 第1期      | 第1期           | 第1期                                         | 第1期 |
| ----- | ------------- | -------------- | ---------- | ---------- | --------------- | --------------------------------------------- | ----- |
| 1     | pianolesson01 | 2017年8月11日  | aoi kanata | aoi kanata | 会場限定盤/CD-R | 1. 特別じゃない私の物語 2. 夢日和             |       |
| 2     | pianolesson02 | 2017年12月10日 | aoi kanata | aoi kanata | 会場限定盤/CD-R | 1. かすみ草の花束を 2. ひとりごと             |       |
| 3     | pianolesson03 | 2021年1月13日  | sea-no     | sea-no     | 通販限定        | 1. 茜 2. アフターグロウ                       |       |
| 4     | pianolesson04 | 2021年2月4日   | sea-no     | sea-no     | 通販限定        | 1. blue moon. 2. ナイトウォーク               |       |
| 5     | pianolesson05 | 2021年2月23日  | sea-no     | sea-no     | 通販限定        | 1. 僕たちは息をする 2. 星降る夜、君とダンスを |       |
| 6     | pianolesson06 | 2021年3月12日  | sea-no     | sea-no     | 通販限定        | 1. 長い坂の途中で 2. 特別じゃない私たちの物語 |       |
| 7     | pianolesson07 | 2022年11月30日 | sea-no     | sea-no     | 会場&通販限定   | 1. 春の風速、帳が揺れて 2. ホワイトピース     |       |
| 8     | pianolesson08 | 2022年11月30日 | sea-no     | sea-no     | 会場&通販限定   | 1. 群青と流星 2. marine blue                  |       |

### 非売品
| タイトル                        | 配布日         | 備考                                                                                              |
| 第1期                           | 第1期          | 第1期                                                                                             |
| ------------------------------- | -------------- | ------------------------------------------------------------------------------------------------- |
| Shibuya re"four"cus             | 2017年9月23日  | ・・・・・・・・・、HAMIDASYSTEM、Payrin'sとのコンピレーションCD/特別じゃない私の物語(新録)で参加 |
| 夢日和(1st Anniversary Version) | 2017年12月10日 | リリース当時脱退していたメンバー成瀬を加えた6人歌唱バージョン                                     |
| 夢日和(standing on tipToe.)     | 2020年1月11日  | 第一期メンバーによる再録およびアレンジを加えたバージョン                                          |

## 楽曲
| #     | タイトル                                       | 作詞                   | 作曲                      | 編曲                      | 振付                     |
| 第1期 | 第1期                                          | 第1期                  | 第1期                     | 第1期                     | 第1期                    |
| ----- | ---------------------------------------------- | ---------------------- | ------------------------- | ------------------------- | ------------------------ |
| 1     | 特別じゃない私の物語                           | 本間翔太               | 瀬名航                    | 瀬名航                    | しゃばだばSTEP           |
| 2     | 夢日和                                         | 瀬名航                 | 瀬名航                    | 瀬名航                    | しゃばだばSTEP           |
| 3     | ひとりごと                                     | 瀬名航                 | 瀬名航                    | 瀬名航                    | しゃばだばSTEP           |
| 4     | 僕たちは息をする                               | 都塚寧々               | 鈴木貴之（butter butter） | 鈴木貴之（butter butter） | 花咲なつみ               |
| 5     | ハッピーフレーバー                             | 瀬名航                 | 瀬名航                    | 瀬名航                    | 花咲なつみ               |
| 6     | ビギナー                                       | TOKOTOKO（西沢さんP）  | TOKOTOKO（西沢さんP）     | TOKOTOKO（西沢さんP）     | しゃばだばSTEP           |
| 7     | かすみ草の花束を                               | 瀬名航                 | 瀬名航                    | 瀬名航                    | 足太ぺんた               |
| 8     | クリームソーダのゆううつ                       | aoi kanata             | aoi kanata                | aoi kanata                | 愛香                     |
| 9     | ハートビート                                   | 本間翔太               | 瀬名航                    | 瀬名航                    | 足太ぺんた               |
| 10    | ナイトウォーク                                 | 本間翔太               | 鈴木貴之（butter butter） | 瀬名航                    | YUKO                     |
| 11    | 砂糖の夜に                                     | 都塚寧々               | 瀬名航                    | 瀬名航                    | YUKO                     |
| 12    | The Curtain Rises                              | 本間翔太               | 鈴木貴之（butter butter） | 瀬名航                    | YUKO                     |
| 13    | blue moon.                                     | aoi kanata             | aoi kanata                | aoi kanata                | YUKO                     |
| 14    | 星降る夜、君とダンスを                         | 瀬名航・本間翔太       | 瀬名航・本間翔太          | 瀬名航                    | YUKO                     |
| 15    | 秘密                                           | 瀬名航                 | 瀬名航                    | 瀬名航                    | YUKO                     |
| 16    | 茜                                             | aoi kanata             | aoi kanata                | aoi kanata                | YUKO                     |
| ts01  | Cider Aquarium                                 | 本間翔太・瀬名航       | 瀬名航                    | 瀬名航                    | 花咲なつみ・椋本真叶     |
| -     | ソーダフロート気分（・・・・・・・・・カバー） | 管梓                   | 管梓                      | aoi kanata                | YUKO                     |
| 17    | Silent Sign                                    | 本間翔太               | 林直大                    | 林直大                    | 椋本真叶                 |
| 18    | ないしょとーく                                 | やぎぬまかな           | やぎぬまかな              | やぎぬまかな              | 椋本真叶                 |
| 19    | アフターグロウ                                 | 本間翔太・瀬名航       | 瀬名航                    | 瀬名航                    | わこ                     |
| 20    | 特別じゃない私たちの物語                       | 本間翔太               | 瀬名航                    | 瀬名航                    | YUKO                     |
| 21    | はやく夜が明けて、おはよう。が言いたい。       | 都塚寧々               | aoi kanata                | aoi kanata                |                          |
| 22    | Letter                                         | 瀬名航                 | 瀬名航                    | 瀬名航                    | riko（雅雀り子）         |
| 23    | 夏祭りの待ち合わせ                             | 瀬名航                 | 瀬名航                    | 瀬名航                    | 足太ぺんた               |
| 24    | 僕らの青                                       | aoi kanata             | aoi kanata                | aoi kanata                | riko（雅雀り子）         |
| 25    | 長い坂の途中で                                 | 本間翔太               | 瀬名航                    | 瀬名航                    | 花咲なつみ・椋本真叶     |
| 第2期 |                                                |                        |                           |                           |                          |
| 26    | ホワイトピース                                 | 本間翔太               | 瀬名航                    | 瀬名航                    | ナンシー（kunitake）     |
| 27    | 紙飛行機の行方                                 | 本間翔太・瀬名航       | 瀬名航                    | 瀬名航                    | ナンシー（kunitake）     |
| 28    | 踏切ドリーミング                               | 瀬名航                 | 瀬名航                    | 瀬名航                    | ナンシー（kunitake）     |
| 29    | 春の風速、帳が揺れて                           | 本間翔太               | 林直大                    | 林直大                    | ナンシー（kunitake）     |
| 31    | シロップタイム                                 | やぎぬまかな           | やぎぬまかな              | 瀬名航                    | ナンシー（kunitake）     |
| 32    | クロックワーク・スパークル                     | やぎぬまかな           | やぎぬまかな              | 瀬名航                    | ナンシー（kunitake）     |
| 33    | ユナイト                                       | 本間翔太               | 林直大                    | 林直大                    | 宮園ゆうか               |
| 34    | 群青と流星                                     | aoi kanata             | aoi kanata                | aoi kanata                | ナンシー（kunitake）     |
| 35    | Merry Merry Night!!!!!!                        | やぎぬまかな           | 瀬名航                    | 瀬名航                    |                          |
| 36    | blue eyes trip                                 | 瀬名航                 | 瀬名航                    | 瀬名航                    | ナンシー（kunitake）     |
| 37    | marine blue                                    | 本間翔太               | 瀬名航                    | 瀬名航                    | 柚月りん                 |
| 38    | ペトリコール                                   | aoi kanata             | aoi kanata                | aoi kanata                | 山之口理香子（雅雀り子） |
| 39    | 静かの海                                       | 本間翔太・やぎぬまかな | 瀬名航                    | 瀬名航                    | 山之口理香子（雅雀り子） |
| 40    | 燕子花                                         | 林直大                 | 林直大                    | 林直大                    | ナンシー（kunitake）     |
| 41    | プリズム                                       | 本間翔太               | Kouta Kaneko              | Kouta Kaneko              | ナンシー（kunitake）     |
| 42    | Hello,World                                    | 本間翔太               | 瀬名航                    | 瀬名航                    | ナンシー（kunitake）     |
| 43    | スターゲイザー                                 | 本間翔太               | 林直大                    | 林直大                    | ナンシー（kunitake）     |
| 44    | シンガーソングトラベラー                       | 本間翔太               | 瀬名航・林直大            | 瀬名航・林直大            | ナンシー（kunitake）     |
| 45    | さくら草の咲く頃に                             | 本間翔太               | 瀬名航                    | 瀬名航                    | ナンシー（kunitake）     |
| 46    | レゾンデートル                                 | 本間翔太               | 鈴木貴之                  | 瀬名航                    | 柚月りん(tipToe.)        |
| 47    | シャッターチャンス                             | 本間翔太・瀬名航       | 瀬名航                    | 瀬名航                    | ナンシー（kunitake）     |
| 48    | 空想ワンダリング                               | るりう                 | るりう                    | るりう                    |                          |
| 49    | 散り菊                                         | 宮園ゆうか             | 瀬名航                    | 瀬名航                    | 宮園ゆうか・藍田あらん   |
| 50    | My Long Prologue                               | 本間翔太               | 瀬名航                    | 瀬名航                    | ナンシー（kunitake）     |
| 51    | 勿忘草と花雨                                   | 彼方あおい             | 彼方あおい                | 彼方あおい                | 山之口理香子（雅雀り子） |
| 52    | 最後の朝が来る前に                             | 諭吉佳作/men           | 諭吉佳作/men              | Akki                      | 山之口理香子（雅雀り子） |
| 53    | 春の風速、桜花をつれて                         | 本間翔太               | 瀬名航                    | 瀬名航                    | ナンシー（kunitake）     |

## ミュージックビデオ
| #     | タイトル                 | 監督         |
| 第1期 | 第1期                    | 第1期        |
| ----- | ------------------------ | ------------ |
| 1     | 特別じゃない私の物語     | 長谷川圭佑   |
| 2     | 夢日和                   | 長谷川圭佑   |
| 3     | かすみ草の花束を         | 長谷川圭佑   |
| 4     | クリームソーダのゆううつ | 長谷川圭佑   |
| 5     | ハートビート             | 長谷川圭佑   |
| 6     | ハッピーフレーバー       | 本間翔太     |
| 7     | blue moon.               | 長谷川圭佑   |
| 8     | ナイトウォーク           | 頃安祐良     |
| 9     | 茜                       | 長谷川圭佑   |
| 10    | The Curtain Rises        | 長谷川圭佑   |
| 11    | 特別じゃない私たちの物語 | 長谷川圭佑   |
| 12    | ないしょとーく           | 三原海       |
| 第2期 |                          |              |
| 13    | 春の風速、帳が揺れて     | 長谷川圭佑   |
| 14    | ホワイトピース           | 長谷川圭佑   |
| 15    | さくら草の咲く頃に       | 吉田ハレラマ |
| 16    | シロップタイム           | あす缶       |
| 17    | ぺトリコール             | 重浩介       |
| 18    | Hello,World              | 吉田ハレラマ |
| 19    | シンガーソングトラベラー | 本間翔太     |
| 20    | 春の風速、桜花をつれて   | 吉田ハレラマ |

## ライブ
※出演者の欄、tipToe.とメンバーは除く

### 第2期

#### ライブ
| 公演名                                        | 公演日         | 会場                        | 備考 |
| --------------------------------------------- | -------------- | --------------------------- | ---- |
| tipToe. 第2期お披露目ライブ                   | 2020年9月27日  | 東京・TSUTAYA O-WEST        |      |
| ファンイベント『tipParty.』                   | 2021年3月18日  | 東京・AKIBAカルチャーズ劇場 |      |
| 日野あみ卒業公演「Orange Piece」              | 2021年3月27日  | 東京・東京キネマ倶楽部      |      |
| Free Oneman「Hello, We are tipToe.」          | 2021年12月5日  | 東京・渋谷CHELSEA HOTEL     |      |
| 1st ONEMAN「unite」                           | 2022年6月18日  | 東京・下北沢シャングリラ    |      |
| 2nd CONCEPT ONEMAN「blue moon rising,______」 | 2022年11月30日 | 東京・白金高輪SELENE b2     |      |

#### 定期公演
| 公演名     | 公演日         | 会場                    | 出演者                         | 備考                                       |
| ---------- | -------------- | ----------------------- | ------------------------------ | ------------------------------------------ |
| homeroom01 | 2021年2月14日  | 東京・下北沢MOSAiC      | NELN                           |                                            |
| homeroom02 | 2021年3月17日  | 東京・代官山UNIT        | nuance、リルネード             |                                            |
| homeroom03 | 2021年5月22日  | 東京・TSUTAYA O-Crest   |                                |                                            |
| homeroom04 | 2021年6月12日  | 東京・下北沢MOSAiC      | 963                            | 柚月りん生誕イベント                       |
| homeroom05 | 2021年7月1日   | 東京・下北沢MOSAiC      | EMOE                           |                                            |
| homeroom06 | 2021年8月7日   | 東京・下北沢MOSAiC      | タイトル未定                   |                                            |
| homeroom07 | 2021年9月5日   | 東京・下北沢MOSAiC      | 開歌-かいか-                   |                                            |
| homeroom08 | 2021年10月16日 | 東京・下北沢MOSAiC      | 一瞬しかない                   | 未波あいり生誕イベント                     |
| homeroom09 | 2021年11月27日 | 東京・下北沢MOSAiC      | 僕のClove                      | 藍田あらん生誕イベント                     |
| homeroom10 | 2021年12月25日 | 東京・下北沢MOSAiC      |                                |                                            |
| homeroom11 | 2022年3月19日  | 東京・Spotify O-Crest   |                                | 小宵めみ、深見みことが加入。宮園ゆうか復帰 |
| homeroom12 | 2022年3月21日  | 東京・下北沢MOSAiC      |                                |                                            |
| homeroom13 | 2022年4月30日  | 東京・渋谷CYCLONE       | re:miaw                        | 小宵めみ生誕イベント                       |
| homeroom14 | 2022年5月22日  | 東京・Spotify O-Crest   | ピューパ!!、yumegiwa last girl |                                            |
| homeroom15 | 2022年6月26日  | 東京・下北沢SHELTER     |                                | 柚月りん生誕イベント                       |
| homeroom16 | 2022年8月20日  | 東京・渋谷CYCLONE       | クロスノエシス                 |                                            |
| homeroom17 | 2022年9月10日  | 東京・渋谷CHELSEA HOTEL | 花咲なつみ                     | 未波あいり生誕イベント                     |
| homeroom18 | 2022年10月29日 | 東京・渋谷Star lounge   | situasion                      |                                            |
| homeroom19 | 2022年11月20日 | 東京・渋谷DESEO         | SW!CH                          | 藍田あらん生誕イベント                     |
| homeroom20 | 2022年12月11日 | 東京・Spotify O-Crest   |                                |                                            |
| homeroom21 | 2022年12月11日 | 東京・Spotify O-Crest   | RAY                            | 宮園ゆうか生誕イベント                     |
| homeroom22 | 2022年12月25日 | 東京・shibuya eggman    | 林直大                         | 深見みこと生誕イベント                     |